# Glossoidea
Glossoidea é uma superfamília de moluscos bivalves.

## Famílias
A superfamília Glossoidea inclui as seguintes famílias:
- Família  Glossidae Gray, 1847
- Família Kelliellidae Fischer, 1887
- Família Vesicomyidae Dall & Simpson, 1901